# 게리 스타크웨더
게리 스타크웨더(Gary Starkweather, 본명: 게리 키스 스타크웨더, Gary Keith Starkweather, 1938년 1월 9일 - 2019년 12월 26일)는 레이저 프린터와 색 관리를 발명한 미국 엔지니어였다.
스타크웨더는 B.S. 1960년 미시간 주립 대학교에서 물리학 학사 학위를 취득하고 M.S. 1966년 로체스터 대학교에서 광학 박사학위를 받았다. 1969년 스타크웨더는 제록스 웹스터 연구 센터에서 레이저 프린터를 발명했다. 그는 1971년 제록스 PARC에서 최초의 완전한 기능을 갖춘 레이저 인쇄 시스템에 협력했다.
1990년대 애플 컴퓨터에서 스타크웨더는 색상 관리 기술을 발명하고 컬러싱크(Colorsync) 1.0 개발을 주도했다. 1991년에는 데이비드 리차드슨 메달(David Richardson Medal)을 수상했다. 스타크웨더는 1997년 마이크로소프트 리서치에 입사하여 디스플레이 기술 분야에서 일했다.
스타크웨더는 또한 디지털 매트 필름 기술에도 큰 공헌을 했다. 그는 스타워즈(1977)의 디지털 효과팀 컨설턴트였다. 그는 컬러 필름 스캐닝 분야에서 루카스필름(그리고 이후 픽사)과 함께한 선구적인 작업으로 1994년 아카데미 기술상을 수상했다.
2004년에 미국공학한림원 회원으로 선출되었다. 그는 2005년에 은퇴했다. 스타크웨더는 2019년 12월 26일 81세의 나이로 사망했다.